# 喬·梅登
喬·梅登（英語：Joseph John Maddon，1954年2月8日—）為一名美國前棒球總教練，曾執教美國職棒大聯盟坦帕灣魔鬼魚/光芒、芝加哥小熊和洛杉磯天使。

## 早期生活
梅登早期是就讀拉法葉學院（Lafayette College），在就學期間曾當過棒球和美式足球的球員。在小聯盟時期，梅登是擔任捕手，總計待了4年的時間，在這4年期間，他的打數沒有超過180個，全壘打最多只擊出3支，最後在1977年引退。在31歲的時候，他進入天使的球團服務。

## 總教練生涯

### 小聯盟時期
在1981年－86年共6年期間，梅登擔任小聯盟的總教練，但這每一年的勝率都沒有達到五成。
2004年，梅登去應徵波士頓紅襪的總教練，但最後是由特里·弗蘭克納獲得擔任紅襪的總教練。

### 坦帕灣光芒
2005年11月15日，梅登成為坦帕灣魔鬼魚的總教練，2006年擔任魔鬼魚的第1年總教練期間，球隊卻吞下了隊史第2個百敗的成績。
2008年，梅登帶領年輕球員的光芒擊敗了波士頓紅襪和紐約洋基，獲得了隊史的第1個美聯東區冠軍，也順利進入隊史的第1個季後賽。在美國聯盟分區賽以3勝1敗擊敗芝加哥白襪，贏得了隊史第1個季後賽系列賽的勝利。之後在美國聯盟冠軍賽以4勝3敗的成績擊敗波士頓紅襪，獲得了隊史第1座美國聯盟冠軍，並順利打進隊史的第1個世界大賽，但可惜最後以1勝4敗被費城費城人淘汰，無緣獲得隊史第1座世界大賽冠軍。
2008年11月12日，梅登獲得了美國職棒大聯盟年度最佳教練獎 。
2009年5月25日，球隊和他續約到2012年。7月14日的全明星賽，梅登擔任美國聯盟的總教練，他帶領美聯隊以4：3擊敗國家聯盟。2010年，梅登帶領球隊獲得美聯東區冠軍，但可惜最後在美國聯盟分區賽以2勝3敗被德州遊騎兵淘汰。2011年，2011年最後一場例行賽，在延長賽12局以8比7擊敗紐約洋基上演不可思議的大逆轉，另一方面，也是爭奪外卡的波士頓紅襪3比4不敵巴爾的摩金鶯，讓光芒順利以外卡的身分，挺進季後賽，他們季後賽首輪的對手將是德州遊騎兵。雖然第一戰以9比0完封遊騎兵，但是後三場都敗給遊騎兵，最終1勝3負不敵德州遊騎兵，連兩年都在美聯分區賽都遭到淘汰。直到2013年和光芒隊和遊騎兵隊戰績都以91勝71敗，兩隊要打一場外卡加賽，遊騎兵隊派出年輕投手馬丁·培瑞茲，光芒隊派出大衛·普萊斯，先發左投大衛·普萊斯也是光芒今天的大功臣。在這場關鍵戰役中，他以118球完投9局，投出4次三振僅1四壞，雖然被遊騎兵以7支安打打下2分，但還是摘下本季第10勝，以生涯第8場、本季第4場完投的表現，再加上埃文·朗歌利亞今天他單場擊出3安打，包括3局上轟出寫下例行賽最後1戰新紀錄的2分砲，幫助坦帕灣光芒在這場加賽中，以5比2擊敗德州遊騎兵，搶下美聯第2張外卡，進軍季後賽。帶領光芒搶下美聯第2張外卡，6年內第4度闖進季後賽。接下來光芒將前往克利夫蘭，於3日與克利夫蘭印地安人進行外卡驟死賽。6月16日被平飛球擊中頭部的光芒先發投手Alex Cobb，此役6.2局投出5次三振1次四壞，儘管被擊出多達8支安打，但關鍵時刻總是能化險為夷，沒有丟掉任何分數，與Joel Peralta、Jake McGee及費南多·羅尼聯手投出完封，生涯首度於季後賽出賽，就在這場關鍵的1戰定生死比賽中幫助光芒晉級。相較於印地安人，光芒這場比賽攻勢不多但招招致命，3局上Delmon Young開局就轟出陽春砲先馳得點，4局上詹姆斯·隆尼與埃文·朗歌利亞在1出局後連敲安打，2出局後，Desmond Jennings適時擊出左外野方向二壘安打，一棒為光芒再添2分領先。印地安人菜鳥先發投手Danny Salazar在丟掉這3分後，於4局投完後退場，隨後雖然直到9局上才讓光芒再度得分，但印地安人自己也無力得分，最終光芒就以4分之差完封印地安人。光芒在外卡驟死賽中獲勝之後，晉級美聯分區系列賽，將對上美聯戰績第1的波士頓紅襪，首戰於台灣時間5日上午3時在紅襪主場舉行。最終還是以1勝3敗遭到淘汰，這也是光芒隊近四個球季有三個球季都在美聯分區賽落敗。

### 芝加哥小熊
2014年11月15日，他行使了合約條款中的選擇權，並決定不再繼續擔任光芒總教練，在此之後，他與芝加哥小熊隊簽約。
2015年的球季他率領芝加哥小熊打進季後賽，先是在外卡驟死戰擊敗匹茲堡海盜，之後在分區賽擊敗了同區也是國聯戰績第一的聖路易紅雀，然而在國聯冠軍系列戰卻被紐約大都會給橫掃。但這一年把芝加哥小熊的戰績救了起來，他功不可沒。
2016年的球季他率領芝加哥小熊以國聯戰績第一名打進季後賽，先後在分區系列賽以及國聯冠軍系列賽擊敗了舊金山巨人及洛杉磯道奇，闖進了世界大賽。然而在世界大賽碰上克里夫蘭印地安人還被打到一勝三敗面臨被聽牌，但之後在第五戰開始逆轉，最後在第七戰封王，帶領芝加哥小熊破解了108年沒能奪下世界大賽冠軍的山羊魔咒。
2018年決定分區龍頭的第163場加賽中，在主場以1：3不敵同區密爾瓦基釀酒人，眼睜睜看著釀酒人拿到2018國家聯盟中區冠軍；次日於國聯外卡賽中在延長賽第13局以1:2輸給科羅拉多落磯，遭到淘汰。
2019年9月30日，芝加哥小熊隊確定與他分道揚鑣。

### 洛杉磯天使
2019年10月17日，梅登確定以3年1200萬合約重返天使。
2022年5月26日到6月7日開始天使吞下12連敗，追平隊史34年前最慘紀錄，6月8日天使隊正式宣布提前解除其合約解僱梅登，將由原三壘教練Phil Nevin暫時代理總教練。

## 總教練成績
| 球隊     | 年       | 正規賽 | 正規賽 | 正規賽 | 正規賽             | 季後賽 | 季後賽 | 季後賽 | 季後賽          |
| 球隊     | 年       | 勝     | 敗     | 勝率   | 排名               | 勝     | 敗     | 勝率   | 備註            |
| -------- | -------- | ------ | ------ | ------ | ------------------ | ------ | ------ | ------ | --------------- |
| 天使     | 1996年   | 8      | 14     | .364   | 美聯西區第4        | –      | –      | –      | –               |
| 天使     | 1999年   | 19     | 10     | .655   | 美聯西區第4        | –      | –      | –      | –               |
| 天使合計 | 天使合計 | 27     | 24     | .529   |                    | –      | –      | –      |                 |
| 光芒     | 2006年   | 61     | 101    | .377   | 美聯東區第5        | –      | –      | –      | –               |
| 光芒     | 2007年   | 66     | 96     | .407   | 美聯東區第5        | –      | –      | –      | –               |
| 光芒     | 2008年   | 97     | 65     | .599   | 美聯東區第1        | 8      | 8      | .500   | 輸掉世界大賽    |
| 光芒     | 2009年   | 84     | 78     | .519   | 美聯東區第3        | –      | –      | -      | –               |
| 光芒     | 2010年   | 96     | 66     | .593   | 美聯東區第1        | 2      | 3      | .400   | 輸掉美聯分區賽  |
| 光芒     | 2011年   | 91     | 71     | .543   | 美聯東區第2 - 外卡 | 1      | 3      | .250   | 輸掉美聯分區賽  |
| 光芒     | 2012年   | 90     | 72     | .556   | 美聯東區第3        | -      | -      | .-     |                 |
| 光芒     | 2013年   | 92     | 71     | .564   | 美聯東區第2 - 外卡 | 2      | 3      | .400   | 輸掉美聯分區賽  |
| 光芒     | 2014年   | 77     | 85     | .475   | 美聯東區第4        | -      | -      | .---   |                 |
| 光芒總計 | 光芒總計 | 754    | 705    | .517   | –                  | 13     | 17     | .433   | 2008年美聯冠軍  |
| 小熊     | 2015年   | 97     | 65     | .599   | 國聯中區第2 - 外卡 | 4      | 5      | .444   | 輸掉國聯冠軍賽  |
| 小熊     | 2016年   | 103    | 58     | .640   | 國聯中區第1        | 11     | 6      | .647   | 世界大賽冠軍    |
| 小熊     | 2017年   | 92     | 70     | .468   | 國聯中區第1        | 4      | 6      | .400   | 輸掉國聯冠軍賽  |
| 小熊     | 2018年   | 95     | 68     | .583   | 國聯中區第2 - 外卡 | 0      | 1      | .000   | 輸掉國聯外卡戰  |
| 小熊     | 2019年   | 84     | 78     | .519   | 國聯中區第3        | 0      | 0      | .---   |                 |
| 小熊總計 | 小熊總計 | 471    | 339    | .581   | –                  | 19     | 18     | .514   | 1次世界大賽冠軍 |
| 天使     | 2020年   | 26     | 34     | .433   | 美聯西區第4        | –      | –      | –      | –               |
| 天使     | 2021年   | 77     | 85     | .475   | 美聯西區第4        | –      | –      | –      | –               |
| 天使合計 | 天使合計 | 103    | 119    | .464   |                    | –      | –      | –      |                 |
| 總計     | 總計     | 1355   | 1187   | .533   |                    | 32     | 35     | .478   | 1次世界大賽冠軍 |

- 1996年和1999年為代理總教練。

## 外部連結
- Baseball-Reference.com（页面存档备份，存于） – career managing record
- Maddon to be hired as (Devil Rays) manager[永久]

| 前任： 盧·皮涅拉                 | 坦帕灣光芒總教練 2006-2014 | 繼任： 凱文·凱許           |
| 前任： 瑞克·倫特利亞             | 芝加哥小熊總教練 2015-2019 | 繼任： 大衛·羅斯           |
| 前任： 布萊德·奧斯摩斯           | 洛杉磯天使總教練 2020-今   | 繼任： 現任                |
| 前任： Eric Wedge Ron Gardenhire | 年度最佳教練獎 2008 2011   | 繼任： 麥克·梭夏 鮑勃·馬文 |